# Allaicha
La Allaicha (in russo Аллаиха?; in lingua sacha: Аллайыаха; nel corso superiore si chiama Ėlikčjan, Эликчян) è un fiume della Russia siberiana orientale affluente di sinistra della Indigirka. Scorre nell'Allaichovskij ulus della Repubblica Autonoma della Sacha-Jacuzia. 
Nasce dal versante settentrionale delle alture Polousnyj e scorre nel Bassopiano della Jana e dell'Indigirka, in un territorio piatto e ricco di specchi d'acqua (circa 3 700 nel bacino); confluisce nella Indigirka pochi chilometri a monte della località di Čokurdach. Il maggiore affluente è il fiume Ot-Jurjach (123 km), proveniente dalla sinistra idrografica.
La Allaicha è gelata, in media, da fine settembre/primi di ottobre a fine maggio/primi di giugno.